# بيوت الموائي (العدين)

تعديل مصدري - تعديل

بيوت الموائي محلة تابعة لقرية البحرين، التابعة لعزلة خباز بمديرية العدين إحدى مديريات محافظة إب في الجمهورية اليمنية.، بلغ تعداد سكانها 20 حسب تعداد اليمن لعام 2004.